# Offshore-Windpark Butendiek
Butendiek (plattdeutsch: „außendeichs“, auf der Seeseite des Deichs) ist ein Offshore-Windpark in der deutschen ausschließlichen Wirtschaftszone der Nordsee, ca. 35 km vor der Westküste des nördlichen Schleswig-Holsteins. Der Bau des Windparks mit 80 Windenergieanlagen (WEA) des Typs Siemens SWT-3.6-120 mit jeweils 3,6 MW Nennleistung begann im Frühjahr 2014 westlich der Insel Sylt. Am 11. Juni 2015 wurde die 80. Windenergieanlage errichtet. Zu diesem Zeitpunkt war bereits mehr als die Hälfte aller Anlagen in Betrieb genommen. Die vollständige Inbetriebnahme fand im August 2015 statt.

## Geschichte

Lage Butendieks mit den anderen Windparks in der Deutschen Bucht und deren Stromanbindung

Am 26. September 2000  stellte die OSB Offshore-Bürger-Windpark Butendiek GmbH & Co. KG mit Sitz in Husum den Antrag zum Bau und Betrieb von 80 Windenergieanlagen (WEA). Mit Bescheid vom 18. Dezember 2002 wurden der Bau und Betrieb des Windparks vom Bundesamt für Seeschifffahrt und Hydrographie (BSH) auf Grundlage der Seeanlagenverordnung genehmigt. Butendiek ist der zweite deutsche Offshore-Windpark, nach alpha ventus im Jahr zuvor, der vom BSH genehmigt wurde.
Die Projektgesellschaft OSB Offshore-Bürger-Windpark Butendiek GmbH & Co. KG ging 2007 eine von ihr so bezeichnete „strategische Partnerschaft“ mit dem irischen Unternehmen Airtricity ein.
Im Jahr 2008 übernahm die Scottish and Southern Energy (SSE) Airtricity. Im April 2009 erhöhte die britische Regierung die Vergütung des Offshore-Stroms, indem zwei statt wie bislang ein Zertifikat pro erzeugter Megawattstunde erteilt wurde. Ein Zertifikat entspricht etwa 3 Cent pro kWh. Da dies eine interessantere Alternative für den Betreiber SSE für Windparks in Großbritannien darbot, zog sich SSE aus dem Projekt zurück.
Durch diesen Umstand verzögerte sich der Baubeginn erheblich. Ziel der Projektgesellschaft war es ursprünglich den Offshore-Bürgerwindpark bis 2012 fertigzustellen.
Aufgrund von Finanzierungsproblemen hat die OSB Offshore-Bürger-Windpark Butendiek GmbH & Co. KG entschieden, das Projekt an das auf Windenergie spezialisierte Projektentwicklungsunternehmen WPD aus Bremen zu veräußern. WPD plante den Baubeginn für den Windpark für 2013. Die Investitionssumme lag bei 1,3 Mrd. Euro.
Im Februar 2013 wurde die Gesamtfinanzierung abgeschlossen und Anteile des Windparks wurden an neue Gesellschafter verkauft. Im November 2023 verkaufte das Elektrizitätswerk der Stadt Zürich (ewz) ihren 5-%-Anteil an Octopus Energy.
Die feierliche Inbetriebnahme fand am 8. September 2015 in Anwesenheit von u. a. Robert Habeck, Martin Günthner und Jürgen Trittin in Husum statt.

## Bauverlauf
Die Fertigung der Komponenten sollte 2013 starten. Siemens Windenergie wurde der Auftrag über die Lieferung von 80 Windenergieanlagen vom Typ SWT-3.6-120 (Nennleistung 3,6 MW) mit Fernüberwachung erteilt. Die Fundamente lieferte die niederländische Firma Ballast Nedam.
Damit der Bau im vorgesehenen Baufeld beginnen konnte, wurde zum 1. März 2014 eine Sicherheitszone mit 500 m Abstand um die vorgesehenen Standorte der äußeren Windenergieanlagen eingerichtet. Die Monopile-Fundamente wurden bis zum Spätsommer 2014 eingebracht.
40 der Zwischenstücke zwischen Fundament und Windenergieanlage (Transition Pieces) wurden in Lubmin (Mecklenburg-Vorpommern) zusammengebaut und ab Juni 2014 von dort auf dem Wasserweg durch den Nord-Ostsee-Kanal zum dänischen Esbjerg geschleppt, das als Montage- und Ausrüstungshafen dient.
Bereits ab Herbst 2014 wurden die bis dahin aufgebauten Windenergieanlagen sukzessive in Betrieb genommen, die Fertigstellung des Windparks erfolgte im Sommer 2015.
Die in Antwerpen angefertigte Umspannplattform wurde im Sommer 2014 vom Schwimmkran Rambiz auf das zuvor errichtete Jacket-Fundament gestellt. Das in Italien von Prysmian hergestellte Hochspannungs-Seekabel, das die Umspannplattform mit der Konverterplattform SylWin alpha verbinden sollte, versank im Juli 2014 beim Kentern einer Barge auf der Fahrt von Neapel zur Nordsee im Mittelmeer.
Anfang Februar 2015 waren 24 der 80 Windenergieanlagen in Betrieb. Am 11. Juni 2015 wurde die 80. WEA installiert.

## Netzanbindung

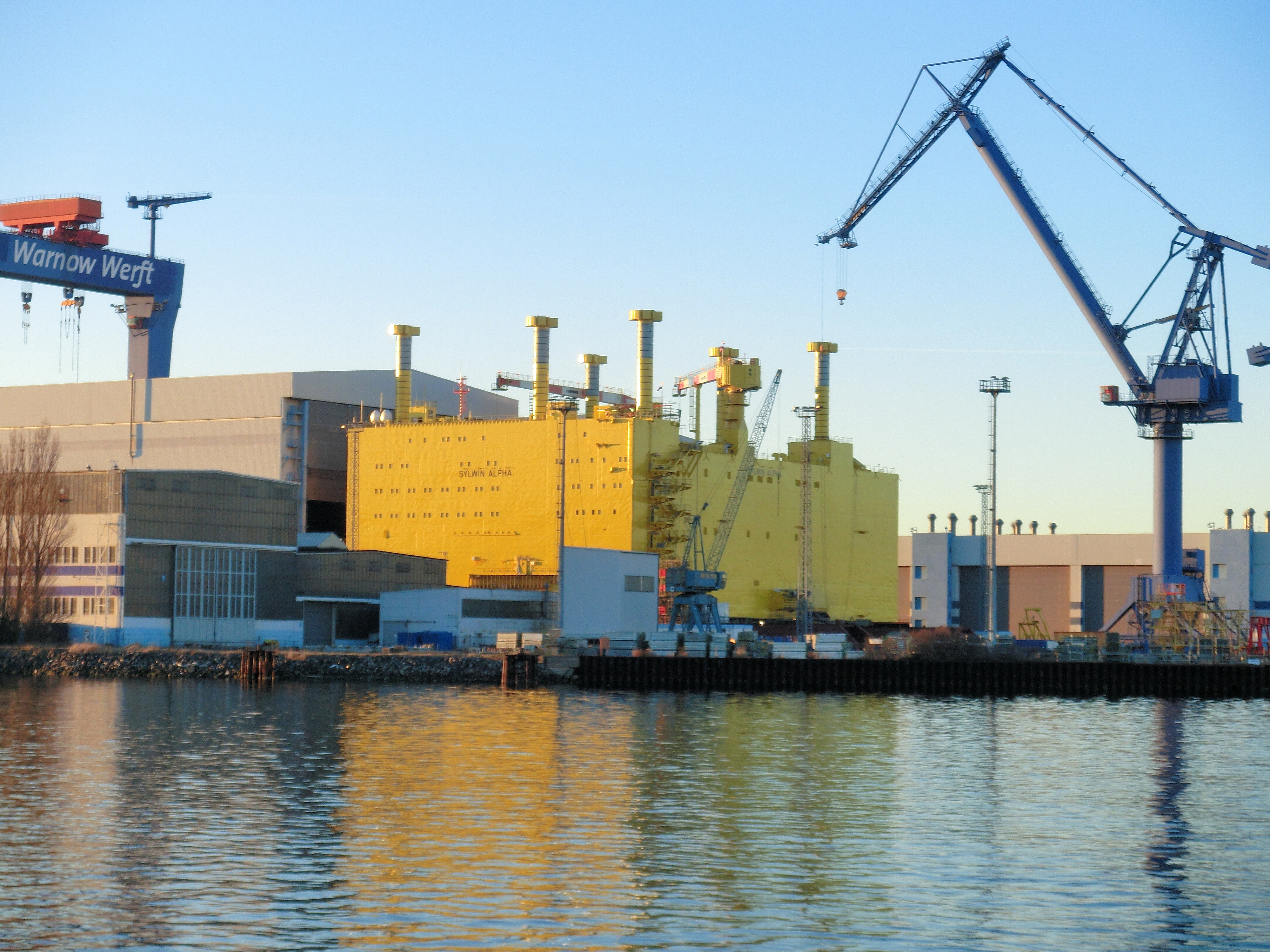
Konverter-Plattform SylWin alpha in der Nordic Yards Warnemünde 2014

Die 80 Windenergieanlagen sind auf 33 kV Mittelspannungsebene mit der Umspannplattform im Windpark verbunden, die den Strom auf Hochspannung von 155 kV transformiert. Von dort aus wird der Strom gebündelt über ein Dreiphasenwechselstrom-Seekabel zu der bei Nordic Yards gefertigten Konverter-Plattform SylWin alpha übertragen. Die Netzanbindung zum Land wird vom Übertragungsnetzbetreiber Tennet TSO per Hochspannungs-Gleichstrom-Übertragung (HGÜ) durchgeführt. Die Konverter-Plattform ist per See- und Erdkabel (160 und 45 km) mit der landseitigen Konverterstation Büttel verbunden, die wieder Drehstrom erzeugt. Das SylWin1 genannte HGÜ-System ist für 864 MW ausgelegt und ging 2015 in Betrieb. Dort schließen auch die Offshore-Windparks DanTysk und Sandbank an.

## Betrieb
Mit der technischen Betriebsführung wurde die Deutsche Windtechnik, ein Unternehmen der wpd-Gruppe, beauftragt. Mit dem Auslaufen der Marktprämie nach dem Erneuerbare-Energien-Gesetz werden jährlich etwa 750 GWh aus dem Windpark über ein Power Purchase Agreement mit langjähriger Laufzeit an ein Unternehmen geliefert, das mit dieser Strommenge grünen Wasserstoff produziert. Weitere 200 GWh nimmt der Schweizer Energiekonzern BKW Energie ab.

## Kritik

### Tourismus und Fischerei
Eine Klage der Gemeinde Sylt, die negative Auswirkungen auf den Tourismus und Verschmutzungen befürchtet, blieb bis zum Bundesverfassungsgericht erfolglos. Auch die Klage von Betrieben der Hochseefischerei, die negative Auswirkungen auf den Schiffsverkehr befürchten, blieb ohne Erfolg.

### Naturschutz
Die Windkraftanlagen befinden sich im Vogelschutzgebiet Östliche Deutsche Bucht, im FFH-Gebiet Sylter Außenriff sowie im Naturschutzgebiet Sylter Außenriff – Östliche Deutsche Bucht. Zum Zeitpunkt der Genehmigung war eine Gebietsausweisung durch das Bundesamt für Naturschutz (BfN) zwar vorgeschlagen, aber noch nicht erfolgt.
Der Naturschutzbund Deutschland (NABU) fürchtet negative Auswirkungen auf die Meeresumwelt, Vogelarten (insbesondere Seetaucher) und die dort lebenden Schweinswale, Seehunde und Kegelrobben. Gegen die Genehmigung des Windparks legte der NABU Klage ein. Die Klage wurde als unzulässig aufgrund fehlender Klagebefugnis abgewiesen. Dieses Urteil wurde rechtskräftig.
In einem anderen Verfahren begehrt der NABU vom BSH auf Grundlage des Umweltschadensgesetzes die Anordnung von Gefahrenabwehrmaßnahmen. Diese Klage hatte zunächst keinen Erfolg. Die gegen das Urteil eingelegte Berufung wurde zurückgewiesen. Die Revision hatte dagegen teilweise Erfolg: Der Begriff der Meeresumwelt ist weit auszulegen und schließt den Vogelschutz ein. Gefahren für die Meeresumwelt, die sich aus den Auswirkungen eines ordnungsgemäßen Betriebs der Windkraftanlagen ergeben und sich in Beeinträchtigungen naturschutzrechtlicher Art niederschlagen, können Anlass für eine zeitlich beschränkte Betriebsuntersagung auf Grundlage der Seeanlagenverordnung sein. Das Umweltschadensgesetz ist insoweit subsidiär. Die neuen Erkenntnisse zu den Auswirkungen des Windparks auf die Seetaucher in ihrem Habitat sind noch einmal vom Oberverwaltungsgericht Hamburg zu bewerten.
Das BfN gelangte im November 2020 auf Grund neuer wissenschaftlicher Erkenntnisse zu den Seetauchern zu der Auffassung, dass der Betrieb des Windparks (anders als zuvor angenommen) das Vogelschutzgebiet erheblich beeinträchtigt und deshalb gegen naturschutzrechtliche Verbote verstößt. Auf Antrag des Betreibers erteilte es im März 2021 für den weiteren Betrieb des Windparks Ausnahmen von den betroffenen Verboten. Hiergegen wandte sich der NABU wiederum mit einem Eilantrag und einer Klage. Das Gericht hat den Eilantrag abgelehnt und zur Begründung ausgeführt, dass das BfN dem öffentlichen Interesse an der Stromerzeugung aus erneuerbaren Energien zu Recht Vorrang eingeräumt hat. Denn der deutsche Gesetzgeber hat durch eine seit dem 1. Januar 2023 geltende Vorschrift des Windenergie-auf-See-Gesetzes geregelt, dass die Errichtung von Windenergieanlagen auf See im überragenden öffentlichen Interesse liegt. In der ebenfalls seit dem 1. Januar 2023 geltenden Verordnung (EU) 2022/2577 ist gleichfalls vorgesehen, dass diesem Interesse Priorität zukommt. Die gegen den Beschluss eingelegte Beschwerde wurde zurückgewiesen.
Darüber hinaus begehrt der NABU in einem weiteren Verfahren vom BfN die Anordnung von Sanierungsmaßnahmen nach dem Umweltschadensgesetz mit der Begründung, dass durch die Windkraftanlagen ein nicht mehr umkehrbarer relevanter Lebensraumverlust für die Vogelarten Sterntaucher und Prachttaucher drohe. Die Klage wurde als unbegründet abgewiesen. Die gegen das Urteil eingelegte Berufung wurde zurückgewiesen. Die Nichtzulassungsbeschwerde hatte hingegen Erfolg, so dass ein Revisionsverfahren durchzuführen ist.
Nach weitestgehender Ausschöpfung der nationalen Rechtsmittel legte der NABU im März 2019 schriftlich Beschwerde bei der Europäischen Kommission ein. Im September 2022 aktualisierte der NABU diese Beschwerde.
Eine vorläufige Untersagung des Betriebs ist auch Jahre nach der Errichtung des Windparks nicht ausgeschlossen (Stand April 2023).